# Széher Mihály
Széher Mihály (Váradolaszi (Nagyvárad), 1817. – Budapest, 1889. március 23.) magyar ügyvéd, várospolitikus, Pest, Buda és Óbuda egyesülésének szorgalmazója, az ezt előkészítő bizottság elnöke, a Széher út névadója.

## Pályafutása
1842-ben már hites ügyvédként bukkan fel a neve egy Pesten folyó csődeljárás kapcsán. Korabeli hírlapi tudósítások alapján elsősorban gazdasági ügyekkel foglalkozott: csődeljárások, örökösödési ügyek kapcsán említik a nevét. 1844. október 7-én a pest-belvárosi római katolikus templomban házasságot kötött Thiel (Thill) Jusztinával, ekkor lipótvárosi lakos volt. 1859-től a Nemzeti Casino tagja volt. A szakmai közéletnek aktív tagja volt, számos ügyben fejtette ki a véleményét a perrendtartástól kezdve a váltótörvényig. 1861-ben már Pest város képviselője volt, ebbéli minőségében beválasztották abba a három város képviselőiből összeállított bizottságba, mely a városegyesítés előkészítését végezte (a bizottságnak 34 tagja volt, így harmincnégyes bizottság néven emlegették). A bizottság elnöke lett, számos, az egyesítéssel kapcsolatos kérdés mellett szerepe volt Budapest választókörzeteinek, és az erre épülő, a főváros közigazgatási beosztását a mai napig meghatározó kerületek kialakításában. 1870 és 1873 között a Fővárosi Közmunkák Tanácsa tagja volt (a másutt közölt életrajzi adatokkal szemben nem volt elnöke a tanácsnak). Budapest 1873-ban történt megalakítása után is törvényhatósági képviselő maradt, igen aktív volt a különböző bizottságok munkájában. 1884-ben romló egészségi állapotára hivatkozással lemondott bizottsági tagságáról. Halála után a közgyűlés méltatta a város szolgálatában végzett érdemeit.
1889. március 25-én délután római katolikus szertartás szerint helyezték örök nyugalomra a Kerepesti úti temetőben.
1877-ben szalóki előnévvel nemességet és lovagi címet kapott. Felesége, Thiel Jusztina 1879. május 13-án hunyt el, életének 53., házasságának 35. évében. Fia, a 26 éves korában 1880-ban elhunyt mérnök-költő Széher Árpád emlékére a Kisfaludy Társaságnál díj alapítására 5000 forintot adományozott. Ebből a társaság Széher Árpád-jutalom néven osztott díjat 1884 és 1923 között. Zoltán fia nem sokkal apja halála után, 1890-ben hunyt el, egyetlen lánya lett az örököse: Széher Jolán, aki Navratil Imre felesége volt.
Ügyvédként az Úri utcában lakott, az 1850-es években vásárolt villát a II. Hárshegyi út 20. szám alatt (ma: Dénes utca 4.), ami Széher-villa néven ismert.
1911-ben nevezték el róla a Széher utat.